# Дворец школьников района Мангёндэ
Дворец школьников района Мангёндэ (кор. 만경대학생소년궁전) — общественный комплекс в Пхеньяне, КНДР, где дети занимаются внешкольной деятельностью, такой как: изучение музыки, иностранных языков, развитию навыков работы за компьютером, занятию спортом. Это самый крупный из многих дворцов в КНДР, посвящённый внешкольному образованию. Не следует путать дворец школьников района Мангёндэ с Пхеньянским дворцом школьников, который расположен на севере площади Ким Ир Сена и был основан в 1963 году.

## История
Комплекс был построен 2 мая 1989 года и располагается по проспекту Кванбоктэро в северной части района Мангёндэ (Мангёндэ-гуёк). Дворец был построен в рамках проекта «Улица освобождения», в ходе которого также было завершено строительство отелей «Сосан» и «Чоннён». Проект реализовывался для подготовки к XIII Всемирному фестивалю молодёжи и студентов.
В 2015 году в здании Дворца прошла реконструкция, в ходе которой было капитально изменено внутреннее убранство здания — появилось множество красочной подсветки, стилизация интерьера под диснеевские и северокорейские мультфильмы, а также отремонтирована инфраструктура здания.

## Состав Дворца
Детский дворец Мангёндэ состоит из 120 кабинетов, бассейна, космической обсерватории, спортзала, библиотеки, компьютерных классов, баскетбольных и волейбольных площадок, курсов вождения и театра с залом на 2000 мест, где регулярно проводятся представления для посетителей.
Перед Дворцом расположена 10-метровая бронзовая скульптура детей, одетых солдатами, космонавтами и танцорами на колеснице из двух пегасов — чхоллима.

## Секции во Дворце
Во дворце школьников района Мангёндэ работают разнообразные образовательные секции, которые можно объединить в группы:
- музыка и пение — хоровое и сольное пение, игра на фортепиано, аккордеоне, электрогитаре, барабанах, каягым и т. д.
- танец — традиционные корейские и современные танцы.
- иностранные языки — основные языки для изучения английский и китайский, дополнительно — русский, немецкий, японский и испанский.
- наука и информационные технологии — работа с ЭВМ, программирование, химия, астрономия, математика.
- традиционные корейские искусства — каллиграфия, вышивка, живопись.
- спорт — тхэквондо, плавание (в том числе и синхронное плавание), баскетбол, волейбол, футбол и настольный теннис.
- уроки вождения — изучение ПДД, механики автомобиля и вождения автомобиля. Для этих целей, на заднем дворе расположен автодром площадью в 10000 м2.

## Фотографии
- Обучение игре на каягым
- Секция танцев
- Декоративная вышивка
- Спектакль на сцене Дворца
- Макет северокорейского космического самолёта, располагавшийся во Дворце до реконструкции 2015 г.